# Jean-Claude Garnier
Jean-Claude Garnier est un footballeur français né le 28 juillet 1949 à Blennes. Il jouait comme attaquant.

## Biographie
Il commence sa carrière à Orly (Val-de-Marne), puis Paris Joinville, avant de partir à Reims (où il dispute plusieurs matchs avec Raymond Kopa) puis à Dunkerque en 1971. 
En 1974, il est contacté par le Panathinaïkos en Grèce mais rejoint finalement le FC Sochaux. Après des passages à Tours, à Dunkerque et à Nîmes, il évolue une saison à Troyes puis au Havre.
Il figure parmi les meilleurs buteurs de 2e division. Au total, il dispute 11 matchs en Division 1 pour 2 buts et 284 matchs en Division 2 pour 136 buts.

## Carrière de joueur
- 1969-1970 :  Stade de Reims
- 1970-1971 :  Paris-Joinville
- 1971-1973 :  USL Dunkerque
- 1974 :  FC Sochaux
- 1974-1977 :  Tours FC
- 1977-1978 :  USL Dunkerque
- 1978 :  Nîmes Olympique
- 1978-1979 :  Troyes AF
- 1979-1980 :  Le Havre AC[1]

## Palmarès
- Meilleur buteur du championnat de France D2 en 1978 (23 buts) avec l'US Dunkerque